# CKSB-FM
CKSB-FM est une station de radio publique non commerciale canadienne qui diffuse le réseau d'Ici Musique de la SRC à la ville de Winnipeg au Manitoba.
Il diffuse un mélange d’albums de musiques pour adultes, des musiques alternatives (AAA), des musiques classiques et d’autres genres de musiques.
CKSB-FM a une puissance apparente rayonnée de 61 000 watts, diffusée à partir de la tour de communication de Starbuck au Manitoba.

## Histoire
Le 21 août 2001, le CRTC approuvait la demande de la SRC en vue de lancer la nouvelle station de radio de langue française. 
Le 23 décembre de la même année, c'est ainsi que CKSB-FM commence à être en ondes pour la première fois.

## Émetteurs
CKSB-FM possède également des réémetteurs en Saskatchewan :
| Villes    | Identifiant | Fréquence | Puissance     | Classe | Coordonnées géographiques | Décision CRTC |
| --------- | ----------- | --------- | ------------- | ------ | ------------------------- | ------------- |
| Régina    | CKSB-FM-1   | 88.9 FM   | 100 000 watts | C1     |                           | [ 2 ]         |
| Saskatoon | CKSB-FM-2   | 88.7 FM   | 100 000 watts | C1     |                           | 2002-125      |

Ce sont les deux réémetteurs de Régina et de Saskatoon qui ont été approuvés par le CRTC le 30 avril 2002.